# Christoph Fellmann
Christoph Fellmann (* 2. März 1970 in Luzern) ist ein Schweizer Journalist und Theaterautor.

## Leben
Christoph Fellmann lebt in Luzern. Nach Abschluss des dortigen Gymnasiums arbeitete er als Journalist für verschiedene regionale Zeitungen in Luzern, später auch für nationale Titel wie die Neue Zürcher Zeitung, Das Magazin oder die Kulturzeitschrift Du. Nebenberuflich organisierte er kulturelle Anlässe und schrieb erste Theaterstücke.
2017 beendete er nach neun Jahren in der Kulturredaktion des Zürcher Tages-Anzeigers seine journalistische Karriere, um sich der Theater- und Kulturarbeit zu widmen.
Er schrieb über 20 Bühnenstücke. Seine gemeinsam mit dem Musiker Martin Baumgartner entwickelte Performance This Dick ain’t Free über die Begeisterung eines Mitteleuropäers für den Hip-Hop von Kendrick Lamar wurde 2018 uraufgeführt und 2019 ans internationale Festival Aua wir leben in Bern eingeladen. Seine mit der Zürcher Regisseurin Sophie Stierle entwickelte News-Sitcom Müllers ging 2023 am Luzerner Theater in die dritte Staffel.
Mit dem Schauspieler und Komiker Beat Schlatter schrieb Fellmann die Komödie Ab die Post, die 2021 im Zürcher Theater am Hechtplatz uraufgeführt wurde, und die – mit Fellmann und Schlatter in den Hauptrollen – bis Ende 2023 auf Tournee war.
Fellmann spielte 2023 auch die Rolle von Le Heinz in der Filmkomödie Bon Schuur Ticino von Peter Luisi.
Fellmann spielt als festes Ensemblemitglied im Theater Aeternam, einer seit 1994 bestehenden Gruppe der freien Szene in Luzern. Ausserdem ist er Mitgründer und Co-Produzent des internationalen Wissensfestivals aha, das seit 2019 jährlich stattfindet.

## Theaterstücke (Auswahl)
- I Feel Like God and I Wish I Was. Uraufführung Südpol Luzern, 2011.[7]
- Too Small to Fail. Uraufführung Südpol Luzern, 2013.[8]
- Gott ist ein Anderer. Freilichtspiel. Uraufführung Frauenkloster St. Klara Stans, 2015.[9]
- I've Seen the Future, Baby. Uraufführung Theaterpavillon Luzern, 2015.[10]
- Wayfarin' Strangers. Stationentheater. Uraufführung Baselstrasse Luzern, 2016.[11]
- Visit Pyöngyang. Luzerner Tourismuskomödie in vier Teilen, Uraufführung Kleintheater Luzern, 2018.[12]
- This Dick ain't Free. Uraufführung Südpol Luzern, 2018.[1]
- Die grosse Menschenschau. Eine Menschenausstellung frei nach real existierenden Personen. 2 Staffeln. Uraufführung Schulhaus St. Karli Luzern, 2018 bzw. Neubad Luzern 2023.[13]
- Müllers. Theater-Sitcom zu aktuellen News. 3 Staffeln. Uraufführung Südpol bzw. Luzerner Theater, 2019/2021/2023.[14]
- Die schwarze Spinne. Ein Stück Bauernsterben nach Jeremias Gotthelf. Uraufführung Allweg Ennetmoos, 2019.[15]
- All In. Ein Pokerstück. Uraufführung Kleintheater Luzern, 2020.[16]
- They Shoot Horses, Don't They? Frei nach Horace McCoy. Uraufführung Südpol Luzern 2020.[17]
- Ab die Post. Mit Beat Schlatter. Uraufführung Theater am Hechtplatz Zürich, 2021.[18]
- Apocalypse Now (and I feel fine). Eine Klimakrisenkomödie. Uraufführung Krematoriumpark Luzern, 2021.[19]
- The Fairy Queen. Eine spät-anthropozentrische Naturverherrlichung. Uraufführung Südpol Luzern, 2022.[20]
- Wyberhaagge. Für das Landschaftstheater Ballenberg. Uraufführung Ballenberg, 2023.[21]

## Publikationen
- Die grosse Menschenschau. Monologe. essais agités, Luzern 2019, ISBN 978-3-907199-07-7

## Auszeichnungen
- 2011: Theatertextpreis der Zentralschweizer Kantone für I Feel Like God and I Wish I Was.[22]
- 2015: Preis der Greulich-Stiftung für Kulturjournalismus[23]
- 2022: Kunst- und Kultur-Anerkennungspreis der Stadt Luzern[24]